# ラッド (魚類)
ラッド（学名：Scardinius erythrophthalmus）は、ヨーロッパと中央アジア、西アジアに広く分布するコイ科ウグイ亜科の淡水魚の一種。ラッドは Scardinius 属の総称でもあるため、特に本種を指す場合はコモン・ラッド（common rudd）と呼ぶ。

## 分布
ヨーロッパから中東にかけ、北海やバルト海、黒海、カスピ海、アラル海に分布する。またアイルランド、アメリカ合衆国、モロッコ、マダガスカル、チュニジア、ニュージーランド、カナダ、スペインに人為的に持ち込まれている。かつて、日本では埼玉県伊佐沼に移入されたが定着はしなかった。
それ以外では、琵琶湖において、淡水性二枚貝の寄生宿主として輸入され、養殖されたものが野外でまとまって採集された記録も残っている。また、福井県や新潟県からも報告がある。

## 形態
全長は45–50cm。体色は黄緑色に近く、背鰭と胸鰭は灰色がかった赤色、その他の鰭は明るい赤色。口は上向きで、背鰭は後方にある。背鰭は3棘と8 - 9軟条から、臀鰭は3棘と8 - 12軟条、尾鰭は18 - 19条から成る。椎骨は36 - 39個で、側線鱗は39 - 42個。形態的にはローチと非常によく似ているが、ローチは目の色が黄色でなく深紅色であり、背鰭軟条が10 - 12本であることで見分けられる。本種とローチは交雑する事もある。

## 生態
栄養が豊富で植物がよく茂る川、池、湖に生息し、汽水域にも進出する。若魚は動物プランクトン、水生昆虫、小魚を食べる。成魚は主に水草を食べる。1日に体重の最大40% の植物を捕食し、そのうち80% が老廃物として排出される。富栄養水や汚染水など、幅広い温度や環境に耐えることができる。寿命は最長19年で、2 - 3年で性成熟する。雌は水草の中で最大20万個の卵を産む。卵は透明か淡い黄色で粘着性があり、水草に付着する。

## 人との関わり
釣りの対象として人気で、ミミズ、ウジとそのサナギ、スイートコーンなどが餌になる。流れの緩やかな場所を好む為、ウキを利用した釣り方が一般的である。釣りの対象魚以外としては、現地では観賞用として親しまれており、黄変種や青変種の改良品種が作られている。日本にも稀に観賞用として輸入されることがある。
ニュージーランドやカナダでは、元々の生態系への影響が大きいことから、侵略的外来種とされている。アメリカの幾つかの州では本種の所持、移動が禁止されている。